# مارکو آنتونیو کاپونی
مارکو آنتونیو کاپونی (اسپانیایی: Marco Antonio Caponi‎؛ زادهٔ ۹ اکتبر ۱۹۸۳) بازیگر اهل آرژانتین است. وی از سال ۲۰۰۶ میلادی تاکنون مشغول فعالیت بوده‌است.
از فیلم‌ها یا برنامه‌های تلویزیونی که وی در آن نقش داشته‌است، می‌توان به پاتاگونیا، دانش‌آموختگان و بازندگان قهرمان اشاره کرد.